# VENOM (vulnerabilidad)
VENOM (Virtual Manipulation Operations Neglected Operations en inglés) es una vulnerabilidad que fue revelada públicamente en 2015 por Jason Geffner de CrowdStrike. La falla se introdujo en 2004 y afectó a las versiones de QEMU, Xen, KVM y VirtualBox desde esa fecha hasta que se reparó después de la divulgación.
La existencia de la vulnerabilidad se debió a una falla en el controlador de disquete virtual de QEMU.
VENOM está registrado en la base de datos de Common Vulnerabilities and Exposures  CVE-2015-3456.